# Плацинда
Плаци́нда (молд. плэчинтэ, плэчинта; рум. plăcintă [pləˈtʃintə] от лат. placenta — пирог, из греч. πλακοῦς — плоский пирог; укр. Плачинда) — молдавский, румынский и украинский вид пирога в виде круглой (иногда квадратной) лепёшки с начинкой.
Плацинды изготавливаются из вытяжного, дрожжевого и слоёного теста. На середину лепёшек кладётся начинка, края плацинды защипываются встык, внахлёст, в виде расходящихся от центра лучей и другими способами. Подготовленные к выпечке изделия выкладывают на лист или в сковороду швом вверх и смазываются яйцом.(не обязательно)
В качестве начинки используется нарезанная соломкой капуста, брынза, творог с зеленью, творог сладкий, творог солёный, картофель, нарезанное мелкими кубиками мясо, тыква, яблоки.

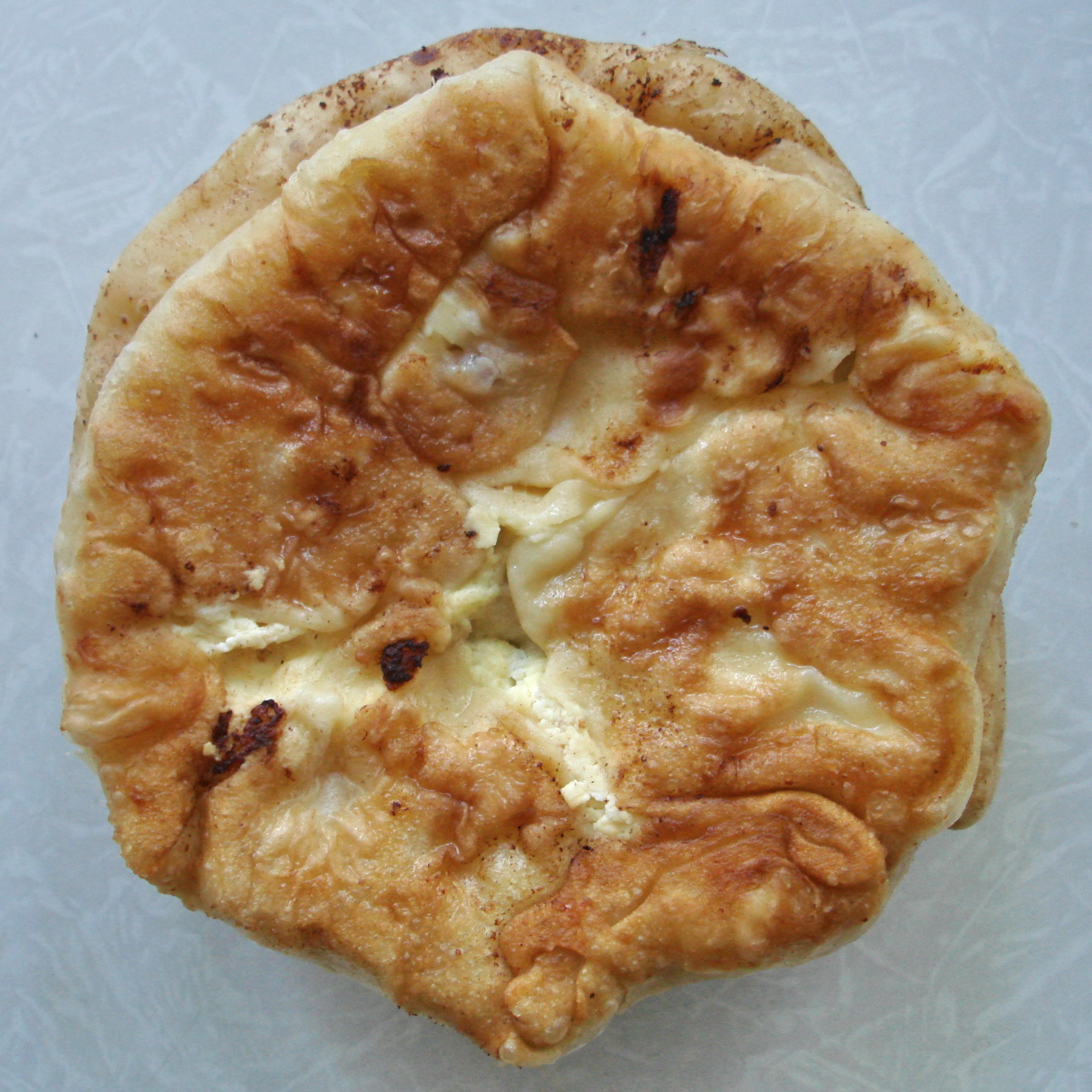
Плацинда с творогом
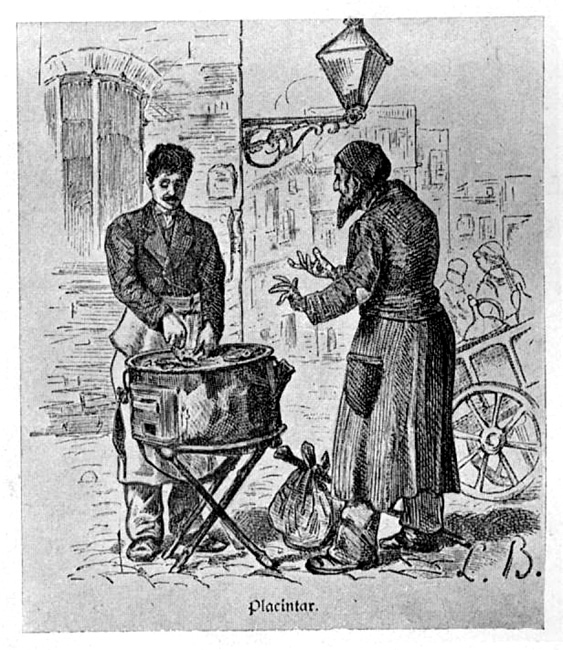
Изготовитель плацинды (грек) в Кишинёве, 1880 год